# كيد جليسون
كيد جليسون (بالإنجليزية: Kid Gleason)‏ هو لاعب كرة قاعدة أمريكي، ولد في 26 أكتوبر 1866 في كامدن في الولايات المتحدة، وتوفي في 2 يناير 1933 في فيلادلفيا في الولايات المتحدة.

## وصلات خارجية
- كيد جليسون على موقع دوري كرة القاعدة الرئيسي (الإنجليزية)
- كيد جليسون على موقعبيزبول رفرنس.كوم (الدوري الرئيسي) (الإنجليزية)
- كيد جليسون على موقعبيزبول رفرنس.كوم (الدوري الثانوي) (الإنجليزية)
- كيد جليسون على موقع جمعية أبحاث البيسبول الأمريكية (الإنجليزية)
- كيد جليسون على موقع إي إس بي إن.كوم (أم.أل.بي) (الإنجليزية)
- كيد جليسون على موقع مشجعي الرسوم البيانية (الإنجليزية)